# محمد طيب
محمد طيب (بالفرنسية: Mohamed Taib)‏ (مواليد 20 أبريل 1994) هو لاعب كرة قدم جزائري.

## روابط خارجية
- محمد طيب على موقع قاعدة بيانات كرة القدم.إي يو (الإنجليزية)
- محمد طيب على موقع Soccerway.com (الإنجليزية)